# Henry Seymour King
Henry Seymour King (4 de Janeiro de 1852 Brighton; † 14 de Novembro de  1933), 1ro baronete, banqueiro, alpinista e político conservador britânico.

## Banqueiro
Filho de Henry Samuel King, recebe uma educação no Charterhouse School e depois no Balliol College de Oxford onde obtém uma medalha de ouro em retórica. O início da sua carreira fa-la junto do seu pai na finança na Henry S. King & Co., companhia que o havia sido fundada quando o seu pai toma conta da Smith Elder & Co. em Bombay.
Em 1885 é eleito deputado da Câmara do Comércio de Kingston upon Hull e em 1904 Mayor of Kensington, e é nomeado director da Lloyds Bank em 1909.

## Alpinismo
O primeiro a atingir o cume da Agulha Branca de Peuterey pelo pico do Sudoeste que ficou com o seu nome, Pico Seymour King com os guias Émile Rey, Ambros Supersaxo et Aloys Anthamatten

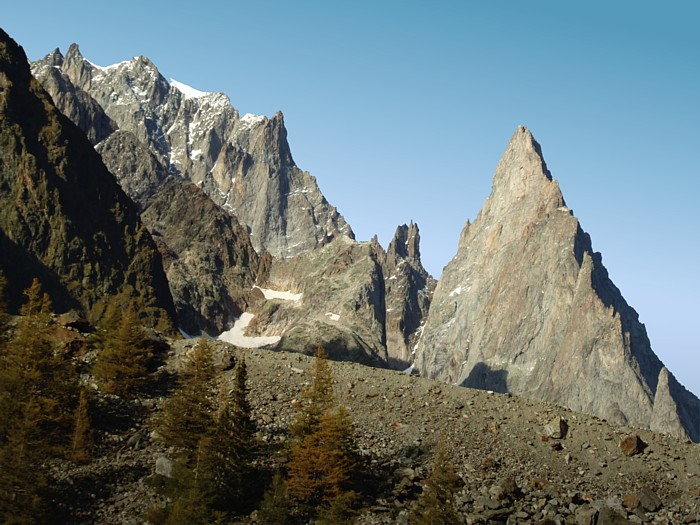
Aiguilles de Peuterey